# 광명 이원익 초상화
광명 이원익 초상화(光明 李元翼 肖像畵)는 대한민국 경기도 광명시 소하2동, 충현박물관에 있는 조선시대의 초상화이다. 2009년 6월 24일 경기도의 유형문화재 제224호로 지정되었다.

## 개요
이원익 초상화는 안면묘사에 있어서 이원익호성공신도상보다 이원익선생의 성격적 특성과 정신적인 면모의 묘사가 탁월하고, 1604년경의 도상으로서 보존상태도 매우 양호한 작품이다.

## 참고 문헌
- 광명 이원익 초상화 - 국가유산청 국가유산포털